# Bacampicilline
La bacampicilline ou bécampicilline est une molécule antibiotique de la classe des pénicillines, elle fait partie des dérivés de l'ampicilline.
La molécule est administrée sous forme de sel de chlorure (Numéro CAS 37661-08-8).

## Mode d'action
La bacampicilline inhibe la PLP, enzyme permettant la synthèse du peptidoglycane bactérien.